# Championnat National 2012-2013
L'edizione 2012-2013 del Championnat National è stato il 15º campionato di calcio francese di terza divisione nel formato attuale.

## Squadre partecipanti
| Club                 | Città               | Stadio                       |
| -------------------- | ------------------- | ---------------------------- |
| Amiens               | Amiens              | Stade de la Licorne          |
| CA Bastia            | Bastia              | Stadio Erbajolo              |
| Boulogne             | Boulogne-sur-Mer    | Stadio de la Libération      |
| Bourg-Péronnas       | Peronnas            | Stadio Municipal de Péronnas |
| Carquefou            | Carquefou           | Stadio Moulin Boisseau       |
| Cherbourg            | Cherbourg-Octeville | Stade Maurice Postaire       |
| Colmar               | Colmar              | Colmar Stadium               |
| Créteil-Lusitanos    | Créteil             | Stade Dominique Dovauchelle  |
| Épinal               | Épinal              | Stade de la Colombière       |
| Fréjus St-Raphaël    | Fréjus              | Stade Pourcin                |
| SJA Le Poiré-sur-Vie | Le Poiré-sur-Vie    | Stade de l'Idonnière         |
| Luzenac              | Luzenac             | Stade Paul Fédou             |
| Metz                 | Metz                | Stadio Saint Symphorien      |
| Orléans              | Orléans             | Stade de la Source           |
| Paris FC             | Parigi              | Stade Sébastien Charléty     |
| Quevilly-Rouen       | Le Petit-Quevilly   | Stade Lozai                  |
| Red Star             | Saint-Ouen          | Stade Bauer                  |
| Rouen                | Rouen               | Stade Robert Diochon         |
| Uzès Pont du Gard    | Uzès                | Stadio Pautex                |
| Vannes               | Vannes              | Stade de la Rabine           |

## Classifica
|  |     | Classifica 2012-2013 | Pti | G  | V  | N  | P  | GF | GS | DR  |
|  | --- | -------------------- | --- | -- | -- | -- | -- | -- | -- | --- |
|  | 1.  | Créteil-Lusitanos    | 76  | 38 | 23 | 7  | 8  | 68 | 44 | +24 |
|  | 2.  | Metz                 | 70  | 38 | 20 | 10 | 8  | 62 | 37 | +25 |
|  | 3.  | CA Bastia            | 61  | 38 | 18 | 7  | 13 | 56 | 51 | +5  |
|  | 4.  | Fréjus St-Raphaël    | 60  | 38 | 16 | 12 | 10 | 52 | 43 | +9  |
|  | 5.  | Rouen*               | 59  | 38 | 18 | 8  | 12 | 50 | 37 | +13 |
|  | 6.  | SJA Le Poiré-sur-Vie | 57  | 38 | 15 | 12 | 11 | 47 | 35 | +12 |
|  | 7.  | Carquefou            | 57  | 38 | 15 | 12 | 11 | 53 | 35 | +18 |
|  | 8.  | Orléans              | 57  | 38 | 16 | 9  | 13 | 43 | 40 | +3  |
|  | 9.  | Amiens               | 54  | 38 | 14 | 12 | 12 | 48 | 38 | +10 |
|  | 10. | Vannes               | 51  | 38 | 12 | 15 | 11 | 45 | 34 | +11 |
|  | 11. | Colmar               | 50  | 38 | 13 | 11 | 14 | 43 | 45 | -2  |
|  | 12. | Luzenac              | 48  | 38 | 12 | 12 | 14 | 43 | 47 | -4  |
|  | 13. | Boulogne             | 47  | 38 | 11 | 14 | 13 | 46 | 44 | +2  |
|  | 14. | Red Star             | 46  | 38 | 11 | 13 | 14 | 34 | 45 | -11 |
|  | 15. | Bourg-Péronnas       | 45  | 38 | 12 | 9  | 17 | 28 | 40 | -12 |
|  | 16. | Uzès Pont du Gard    | 43  | 38 | 10 | 13 | 15 | 31 | 47 | -16 |
|  | 17. | Paris FC             | 40  | 38 | 8  | 16 | 14 | 38 | 56 | -18 |
|  | 18. | Épinal               | 39  | 38 | 8  | 15 | 15 | 45 | 56 | -11 |
|  | 19. | Cherbourg            | 39  | 38 | 9  | 12 | 17 | 41 | 59 | -18 |
|  | 20. | Quevilly-Rouen       | 23  | 38 | 4  | 11 | 23 | 34 | 74 | -40 |

### Verdetti
- Créteil-Lusitanos,  Metz e  CA Bastia  promosse in Ligue 2 2013-2014.
- Épinal,  Cherbourg e  Quevilly-Rouen retrocesse in Championnat de France amateur 2013-2014.
- Rouen retrocesso in 'Division d'Honneur'.

Note:
- Rouen è stata retrocesso dal punto di vista amministrativo dal DNCG a causa di gravi problemi finanziari della sua società di gestione

## Statistiche e record

### Classifica marcatori
Aggiornata al 7 luglio 2013
| Gol |  |  | Giocatore           | Squadra              |
| --- |  |  | ------------------- | -------------------- |
| 26  |  |  | Romain Pastorelli   | CA Bastia            |
| 19  |  |  | Diafra Sakho        | Metz                 |
| 19  |  |  | Emiliano Sala       | Orléans              |
| 17  |  |  | Christian Bekamenga | Carquefou            |
| 17  |  |  | Kévin Lefaix        | SJA Le Poiré-sur-Vie |
| 15  |  |  | Oussoumane Fofana   | Quevilly-Rouen       |

### Record
Aggiornati al 10 luglio 2013
- Maggior numero di vittorie:  Créteil-Lusitanos (23)
- Minor numero di sconfitte:  Créteil-Lusitanos e  Metz (8)
- Migliore attacco:  Créteil-Lusitanos (68 gol fatti)
- Miglior difesa:  Vannes (34 gol subiti)
- Miglior differenza reti:  Metz (+25)
- Maggior numero di pareggi:  Paris FC (16)
- Minor numero di pareggi:  Créteil-Lusitanos e  Bastia (7)
- Minor numero di vittorie:  Quevilly-Rouen (4)
- Maggior numero di sconfitte:  Quevilly-Rouen (23)
- Peggiore attacco:  Bourg-Péronnas (28 gol fatti)
- Peggior difesa:  Quevilly-Rouen (74 gol subiti)
- Peggior differenza reti:  Quevilly-Rouen (-40)
- Totale dei gol segnati: 907